# Asnaketch Worku
Asnaketch Worku, còn được gọi bằng cách đánh vần tiếng Pháp của tên cô Asnaqètch Wèrqu (cũng đánh vần Asnaqetch, Asnakech và Worqu, Werku, vv.; Ge'ez አስናቀች ወርቁ Āsnāḳeč Werḳū hoặc Worḳū, phát âm [wɔrkʼu], Amharic: "cô ấy đã vượt qua", "Vàng của anh ấy") (khoảng 1935 - 14 tháng 9 năm 2011 ) là một ca sĩ nổi tiếng người Ethiopia. công cụ thương hiệu của cô là krar, một truyền thống Ethiopia gảy đàn lia.

## Tiểu sử
Asnaketch được sinh ra trong khu phố Sidist Kilo  của Addis Ababa và được nuôi dưỡng trong thành phố. Cha mẹ cô ly thân ngay sau khi cô sinh ra và cô không bao giờ gặp cha mình. Sau khi mẹ cô mất khi cô mới ba tuổi, Worku được mẹ đỡ đầu nuôi nấng, người mà cô không được yêu thích lắm. Sau đó, cô chuyển đến sống cùng với một chị gái, Elfinesh Marefia, và hai người thích đi chơi và hòa nhạc. Mua krar đầu tiên của cô chỉ với 25 xu, Asnaketch tự dạy mình cách chơi và bắt đầu biểu diễn trong các quán bar và quán rượu nhỏ. Tuy nhiên, cô đã bỏ công việc của mình tại một quán bar trên đường Churchill do lương thấp và quấy rối. Sau một trường hợp tình yêu không được đáp lại, cô trở nên chán nản, ngừng ăn trong ba ngày và bị xích lại trên giường.
Cô là nữ diễn viên đầu tiên ở Ethiopia, xuất hiện lần đầu vào năm 1952 tại Nhà hát Tòa thị chính trong vở kịch Ye Ye Fikir Chora Cuộc (Rays of Love). Cô đã từ chối vai diễn lúc đầu, nhưng xem xét lại sau khi bạn bè và người chồng Ý nói cô tham gia. Năm 1955, cô tham gia các bài học thanh nhạc dưới thời Franz Zelwecker. Nhà viết kịch Tesfaye Gessesse mô tả cô là "viên ngọc của sân khấu" và cô thường xuyên đóng những nhân vật không thiện cảm. Trong những năm 1950, cô là một nhân vật gây tranh cãi nhờ vẻ đẹp và diễn xuất trong các bộ phim tình cảm lãng mạn. Mặc dù có sự nghiệp lâu dài và nổi bật trên sân khấu, Asnaketch được biết đến chủ yếu không phải vì sự nghiệp diễn viên, mà vì kỹ năng của cô với krar và sự ngẫu hứng nhanh trí và cảm hứng. Sự nghiệp âm nhạc của cô thực sự bắt đầu ngay sau khi cô chơi Desdemona trong Othello năm 1963. Vào tháng 4 năm 1974, album đầu tiên của cô, các bài hát của Krn của Asnaketch Worku, được phát hành dưới nhãn hiệu Philips-Ethiopia. Nó đạt được thành công vừa phải nhưng đã được kéo ra khỏi thị trường sau khi cuộc cách mạng bắt đầu. Những bài hát của cô được phát trên đài phát thanh vào những năm 1970 và rất phổ biến. Asnaketch đã thực hiện một chuyến công du 16 tuần tới châu Âu và châu Mỹ vào năm 1987 theo lệnh của chính phủ quân sự để cảm ơn các quốc gia nước ngoài vì sự giúp đỡ của họ trong nạn đói. Asnaketch làm việc tại Nhà hát Quốc gia trong 30 năm trước khi nghỉ hưu vào năm 1989, mặc dù cô vẫn tiếp tục diễn xuất vào những năm 1990. Cô nổi tiếng với việc đeo hoa tai với chân dung của hoàng đế Haile Selassie.
Đầu những năm 1990, cô đi lưu diễn một vài lần ở Châu Âu. Năm 1995, Asnakech đã ghi đĩa CD "Ende Jerusalem" cho Âm nhạc Acoustic ở Đức với người chơi Begenna Alemu Aga. Đây là những bản thu âm cuối cùng của cô. Năm 1998, cô nhận được một giải thưởng cho thành tựu trọn đời từ Ủy ban Nghệ thuật và Nghệ thuật Truyền thông đại chúng của Ethiopia. Năm 2003, Buda Musique đã phát hành Éthiopiques 16: The Lady With the Krar, một đĩa nhỏ gọn tổng hợp các bản ghi âm của Asnaketch từ giữa những năm 1970. Đồng thời, một tiểu sử của Asnaketch đã được phát hành.
Cô qua đời vào ngày 14 tháng 9 năm 2011, tại Bệnh viện Bete Zata ở Addis Ababa. Tang lễ của cô được tổ chức tại Nhà thờ St. Trinity ở Addis Ababa. Một bộ phim tài liệu về cuộc đời cô mang tên Asni: Can đảm, Niềm đam mê và Sự quyến rũ ở Ethiopia ra mắt năm 2013, với các cuộc phỏng vấn với cô trong đó cô thảo luận về âm nhạc và ngoại tình của mình. Bộ phim được đạo diễn bởi Rachael Samuel, người đã gọi Worku là "Edith Piaf" của Ethiopia.